# طراحی به کمک کامپیوتر واکنشگرا
طراحی کامپیوتری واکنشگرا
طراحی کامپیوتری واکنشگرا (که به طور ساده به طراحی واکنشگرا نیز خلاصه می شود) یک روش طراحی کامپیوتری (CAD) است که از حسگرها و داده های دنیای واقعی برای تغییر یک مدل کامپیوتری سه بعدی (3D) استفاده می کند. این مفهوم به سامانه های سایبر فیزیکی از طریق مبهم شدن دنیای مجازی و فیزیکی مرتبط است، اما به طور خاص به طراحی دیجیتال اولیه یک شئ قبل از تولید اعمال می شود.
این فرآیند با یک طراح که با استفاده از نرم افزار CAD با روابط پارامتریک یا الگوریتمی، یک طرح ابتدایی از یک شئ ایجاد می کند، شروع می شود. این روابط سپس به حسگرهای فیزیکی تصل می شوند، که به آنها اجازه می دهد تغییرات را در مدل CAD در داخل پارامترهای تعریف شده، اعمال کنند. دلایلی که به حسگرها اجازه می دهد مدل CAD را تغییر دهند عبارتند از سفارشی کردن یک طرح برای تناسب با بدن کاربر(آنتروپومتری)، کمک به افراد بدون مهارت CAD برای شخصی سازی یک طرح، یا خودکارسازی بخشی از فرآیند طراحی تکرارشونده به شکل مشابه با طراحی مولد است.
هنگامی که حسگرها طراحی را تحت تاثیر قرار دادند، ممکن است سپس به عنوان یک قطعه یکبار مصرف با استفاده از یک فناوری ساخت دیجیتال تولید شود یا از طرف یک طراح توسعه بیشتری پیدا کند.
طراحی کامپیوتری واکنشگرا با استفاده از محاسبات فراگیر و اینترنت اشیا فعال می شود، مفاهیمی که ظرفیت اشیای روزمره برای دارا بودن فناوری های محاسباتی و حسگر را توصیف می کنند. همچنین توسط توانایی ساخت مستقیم اشیاء یکبار مصرف از داده های دیجیتال، با استفاده از فناوری های مانند چاپ سه بعدی و دستگاه های کنترل عددی کامپیوتر (CNC) فعال می شود. چنین فناوری های ساخت دیجیتال اجازه سفارشی سازی را می دهند، و راننده های پدیده سفارشی‌سازی انبوه هستند. آنها همچنین فرصت های جدیدی را برای مشارکت مصرف کنندگان در فرآیند طراحی، به عنوان طراحی مشارکتی، فراهم می کنند.
همانطور که این مفاهیم کاملتر می شوند، طراحی واکنشگرا به عنوان فرصتی برای کاهش اتکا به
رابط کاربری گرافیکی (GUI) به عنوان تنها روش طراحان و مصرف کنندگان برای طراحی محصولات پدیدار می شود، که همسو با ادعاهای گلدن کریشنا است که می‏‏‏‏‏ گوید "بهترین طراحی کار را کاهش می دهد. بهترین کامپیوتر دیده نمی شود. بهترین تعامل طبیعی است. بهترین رابط بدون رابط است." 
فراخوان برای کاهش اتکا به رابط‌های کاربری گرافیکی و خودکار کردن برخی از فرآیندهای طراحی، با دیدگاه اصلی مارک ویزر از محاسبات فراگیر و همه جانبه مرتبط است.